# Leichtathletik-Weltmeisterschaften 2023/3000 m Hindernis der Männer

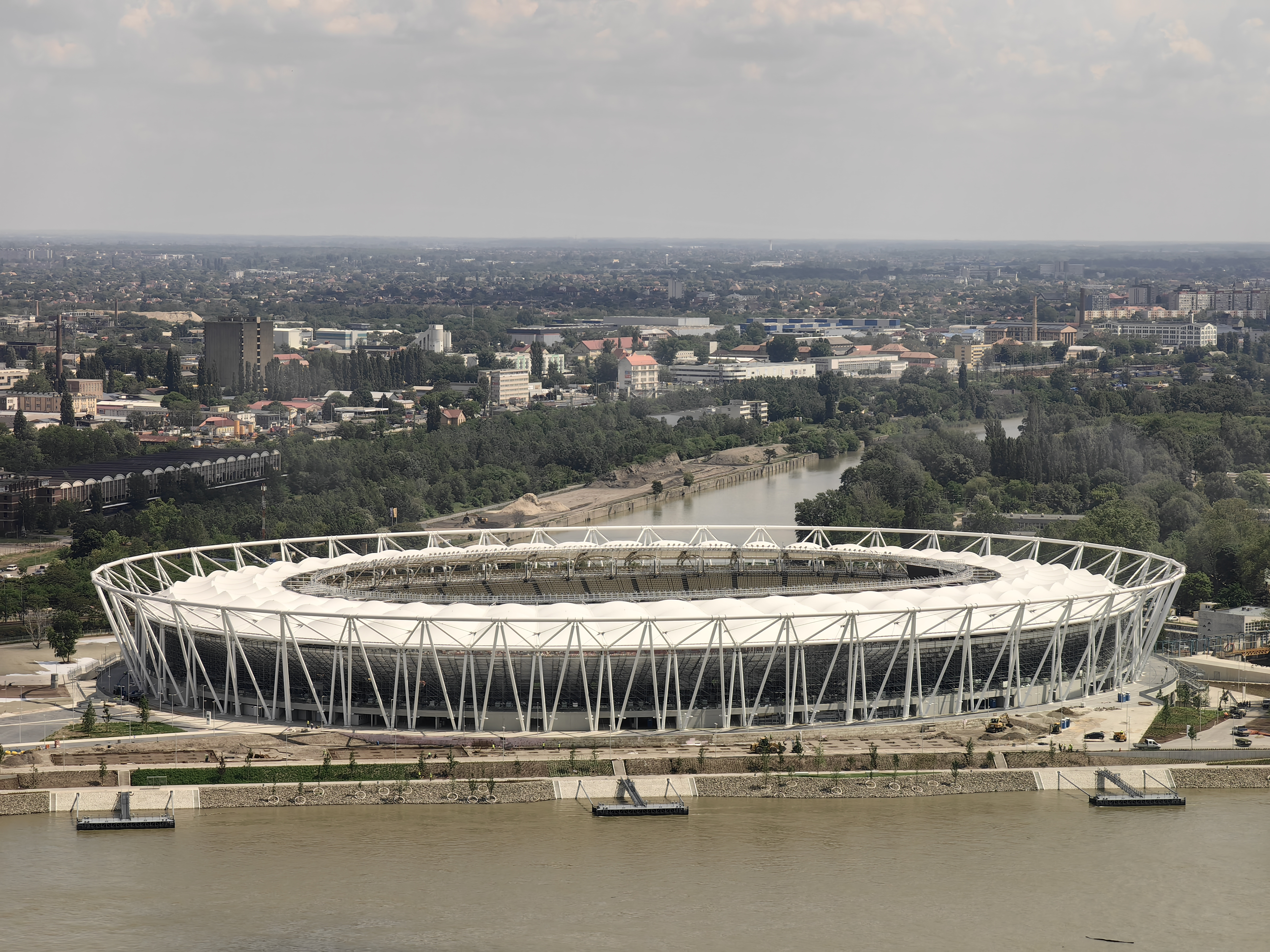
Nemzeti Atlétikai Központ im Mai 2023

Der 3000-Meter-Hindernislauf der Männer bei den Leichtathletik-Weltmeisterschaften 2023 fand am 19. und 22. August 2023 im Stadion Nemzeti Atlétikai Központ der ungarischen Hauptstadt Budapest statt.
37 Athleten aus 21 Ländern nahmen an dem Wettbewerb teil.
Weltmeister wurde der marokkanische Titelverteidiger Soufiane el-Bakkali. Er gewann vor dem Äthiopier Lamecha Girma. Bronze ging an den Kenianer Abraham Kibiwot.

## Bestehende Rekorde
| Weltrekord | Lamecha Girma  | 7:52,11 min | Paris, Frankreich         | 9. Juni 2023    |
| WM-Rekord  | Ezekiel Kemboi | 8:00,43 min | WM in Berlin, Deutschland | 18. August 2009 |

Bei den hohen Temperaturen in Budapest waren Rennen mit Topzeiten kaum möglich. So wurde der schon seit zwanzig Jahren bestehende Championshiprekord (CR) auch bei diesen Weltmeisterschaften nicht erreicht. Die schnellste Zeit erzielte der marokkanische Weltmeister Soufiane el-Bakkali mit 8:03,53 min, womit er immerhin nur 3,10 s über dem Rekord blieb. Zum Weltrekord fehlten ihm 11,42 s.

## Vorrunde
20. August 2023
Die Vorrunde wurde in drei Läufen durchgeführt. Die ersten fünf Athleten pro Lauf – hellblau unterlegt – qualifizierten sich für das Finale.

### Vorlauf 1
19. August 2023, 12:35 Uhr Ortszeit
| Platz | Name                 | Nation     | Zeit (min) |
| ----- | -------------------- | ---------- | ---------- |
| 1     | Getnet Wale          | Äthiopien  | 8:19,99    |
| 2     | Jean-Simon Desgagnés | Kanada     | 8:20,04    |
| 3     | Simon Kiprop Koech   | Kenia      | 8:20,29    |
| 4     | Daniel Arce          | Spanien    | 8:20,46    |
| 5     | Ryōma Aoki           | Japan      | 8:20,54    |
| 6     | Mohamed Tindouft     | Marokko    | 8:20,67    |
| 7     | Avinash Sable        | Indien     | 8:22,24    |
| 8     | Benard Keter         | USA        | 8:24,20    |
| 9     | Vidar Johansson      | Schweden   | 8:27,21    |
| 10    | Ahmed Jaziri         | Tunesien   | 8:29,81    |
| 11    | Topi Raitanen        | Finnland   | 8:30,69    |
| 12    | Matthew Clarke       | Australien | 8:40,92    |

### Vorlauf 2

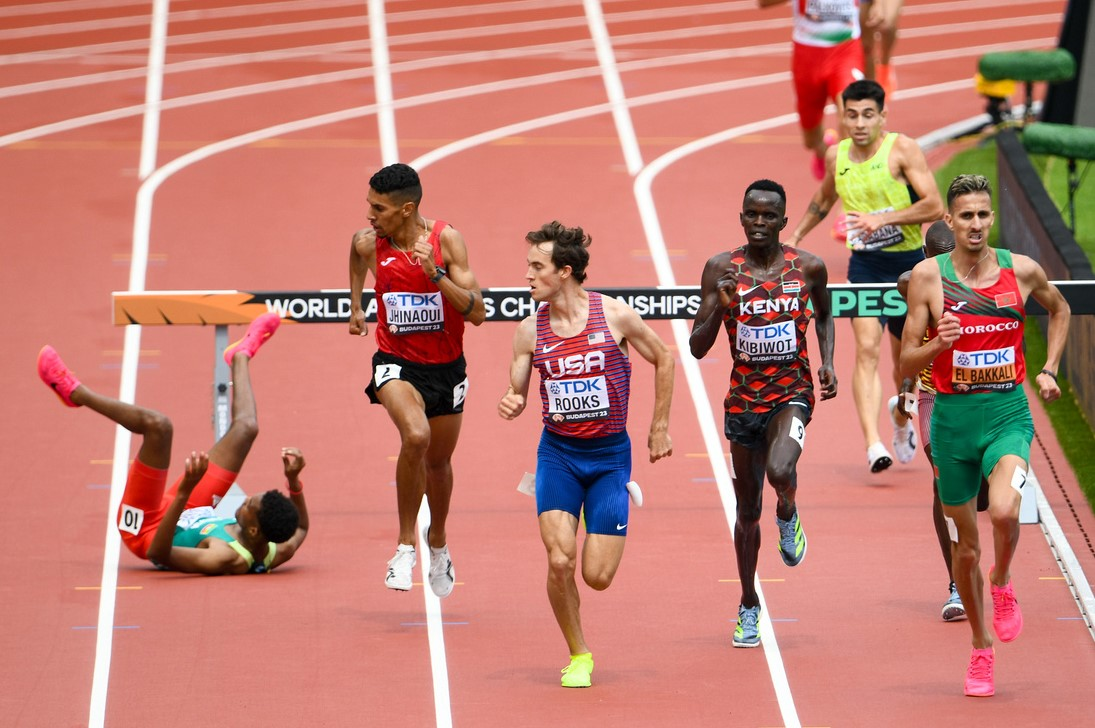
Zweiter Vorlauf: Die am Ende vier Erstplatzierten sind schon vorne, links stürzt der dann als Achter ausgeschiedene Abrham Sime

19. August 2023, 12:50 Uhr Ortszeit
| Platz | Name                   | Nation    | Zeit (min) |
| ----- | ---------------------- | --------- | ---------- |
| 1     | Kenneth Rooks          | USA       | 8:23,66    |
| 2     | Soufiane el-Bakkali    | Marokko   | 8:23,66    |
| 3     | Mohamed Amin Jhinaoui  | Tunesien  | 8:24,20    |
| 4     | Abraham Kibiwot        | Kenia     | 8:24,31    |
| 5     | Leonard Chemutai       | Uganda    | 8:24,74    |
| 6     | Nahuel Carabaña        | Andorra   | 8:27,05    |
| 7     | István Palkovits       | Ungarn    | 8:29,37    |
| 8     | Abrham Sime            | Äthiopien | 8:31,49    |
| 9     | Osama Zoghlami         | Italien   | 8:33,07    |
| 10    | Salaheddine Ben Yazide | Marokko   | 8:38,14    |
| 11    | Seiya Sunada           | Japan     | 8:38,59    |
| 12    | Emil Blomberg          | Schweden  | 8:42,33    |

### Vorlauf 3
19. August 2023, 15:05 Uhr Ortszeit
| Platz | Name                  | Nation               | Zeit (min) |
| ----- | --------------------- | -------------------- | ---------- |
| 1     | Lamecha Girma         | Äthiopien            | 8:15,890   |
| 2     | George Beamish        | Neuseeland           | 8:16,360   |
| 3     | Leonard Kipkemoi Bett | Kenia                | 8:16,740   |
| 4     | Ryūji Miura           | Japan                | 8:18,730   |
| 5     | Simon Sundström       | Schweden             | 8:20,100   |
| 6     | Víctor Ruiz           | Spanien              | 8:20,540   |
| 7     | Djilali Bedrani       | Frankreich           | 8:20,690   |
| 8     | Karl Bebendorf        | Deutschland          | 8:22,330   |
| 9     | Mohammed Msaad        | Marokko              | 8:22,950   |
| 10    | Ala Zoghlami          | Italien              | 8:28,760   |
| 11    | Isaac Updike          | USA                  | 8:31,81 a  |
| 12    | Fouad Idbafdil        | Athlete Refugee Team | 8:39,210   |
| 13    | Julián Molina         | Argentinien          | 8:46,440   |

## Finale

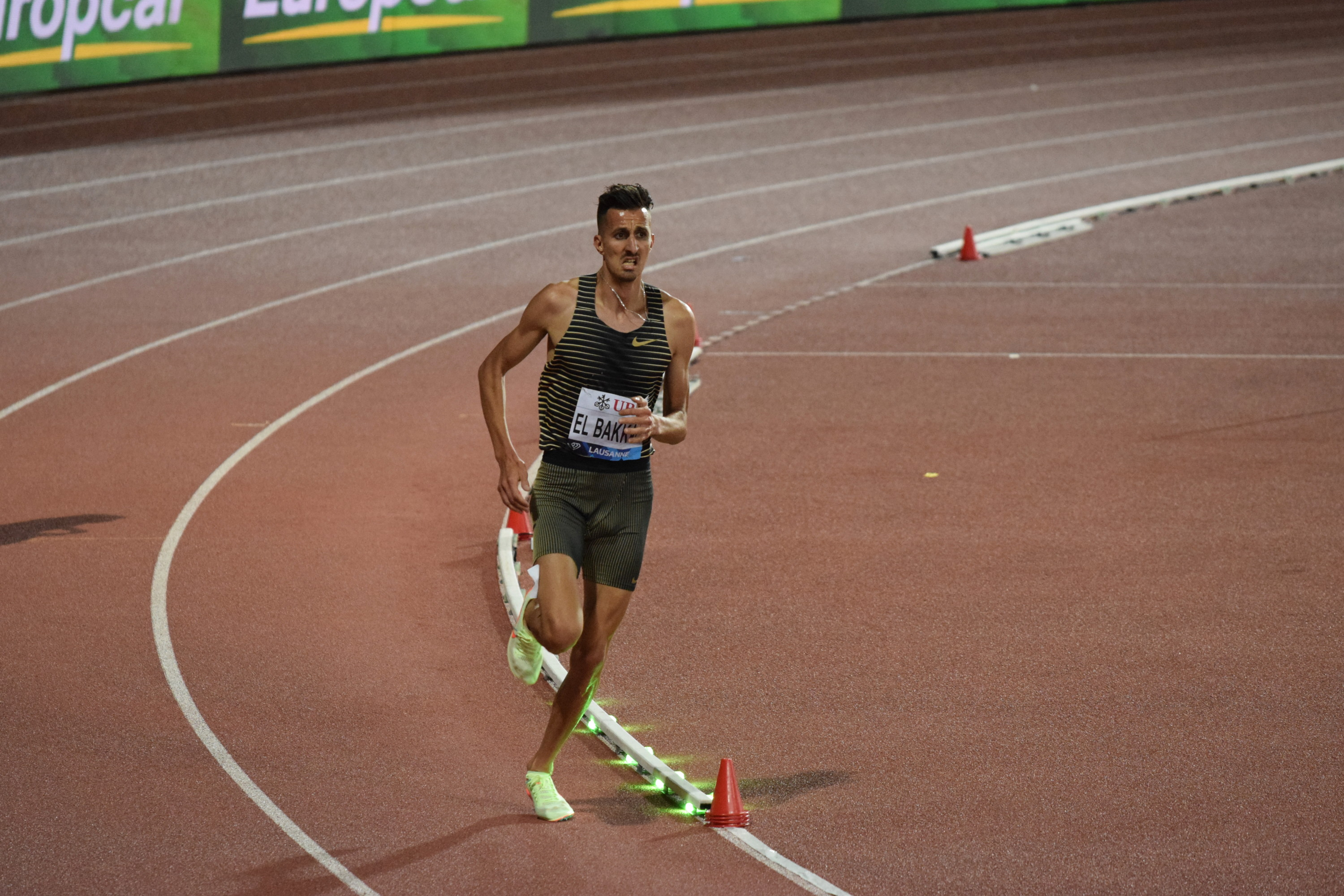
Soufiane el-Bakkali (hier im Jahr 2022): erwies sich als souveräner Titelverteidiger

23. August 2023, 18:10 Uhr Ortszeit
| Platz | Name                  | Nation     | Zeit (min) |
| ----- | --------------------- | ---------- | ---------- |
| 1     | Soufiane el-Bakkali   | Marokko    | 8:03,53    |
| 2     | Lamecha Girma         | Äthiopien  | 8:05,44    |
| 3     | Abraham Kibiwot       | Kenia      | 8:11,98    |
| 4     | Leonard Kipkemoi Bett | Kenia      | 8:12,26    |
| 5     | George Beamish        | Neuseeland | 8:13,46    |
| 6     | Ryūji Miura           | Japan      | 8:13,70    |
| 7     | Simon Kiprop Koech    | Kenia      | 8:14,37    |
| 8     | Jean-Simon Desgagnés  | Kanada     | 8:15,58    |
| 9     | Daniel Arce           | Spanien    | 8:18,31    |
| 10    | Kenneth Rooks         | USA        | 8:20,02    |
| 11    | Getnet Wale           | Äthiopien  | 8:21,03    |
| 12    | Leonard Chemutai      | Uganda     | 8:21,61    |
| 13    | Mohamed Amin Jhinaoui | Tunesien   | 8:23,08    |
| 14    | Ryōma Aoki            | Japan      | 8:24,77    |
| 15    | Simon Sundström       | Schweden   | 8:27,68    |
| 16    | Isaac Updike          | USA        | 8:30,67    |

## Videolink
- Men 3000m steeplechase finals world athletics championships 2023, youtube.com, abgerufen am 8. September 2023